# Крістіна Генрієтта Гессен-Рейнфельс-Ротенбурзька
Крістіна Генрієтта Гессен-Рейнфельс-Ротенбурзька (нім. Christine Henriette von Hessen-Rheinfels-Rothenburg, 21 листопада 1717 — 1 вересня 1778) — німецька аристократка XVIII століття з Гессенського дому, донька ландграфа Гессен-Рейнфельс-Ротенбургу Ернста Леопольда та графині Льовенштайн-Вертгаймської Елеонори, дружина 4-го князя Каріньяно Людовіка Віктора.

## Біографія
Народилась 21 листопада 1717 року у Ротенбурзькому замку. Була молодшою з десяти дітей Ернста Леопольда Гессен-Рейнфельс-Ротенбурзького  та його дружини Елеонори Льовенштайн-Вертгаймської. Мала старших братів Йозефа, Франца Александра та Костянтина, й сестер Поліксену, Елеонору та Кароліну. Інші діти померли до її народження. Управителем ландграфства Гессен-Ротенбург був її дід Вільгельм, який у листопаді 1725 помер, передавши престол її батькові. Ернст Леопольд був добрим адміністратором і, окрім іншого, збудував для родини мисливський замок Блюменштайн у горах Ріхельсдорф.
У віці 22 років Крістіна Генрієтта, як і її старша сестра Поліксена, взяла шлюб з італійським принцом. Її нареченим став 18-річний Людовік Віктор Савойський, єдиний виживший син 3-го князя Каріньяно Віктора Амадея I. Весілля відбулося 4 травня 1740 у Турині. Одинадцять місяців потому її чоловік успадкував титул князя Каріньяно. Невдовзі Крістіна завагітніла і у серпні 1742 року народила первістка. Всього у подружжя було дев'ятеро дітей.
Мешкало сімейство у палаццо Каріньяно в Турині та замку Ракконіджі в однойменному містечку. Часто бували при сардинському та французькому дворах.
Померла Крістіна Генрієтта вночі на 1 вересня 1778 року у палаццо Каріньяно. Чоловік пережив її на три місяці. Обидва поховані у залі Королев у базиліці Суперга на пагорбі поблизу Турина.

## Родина

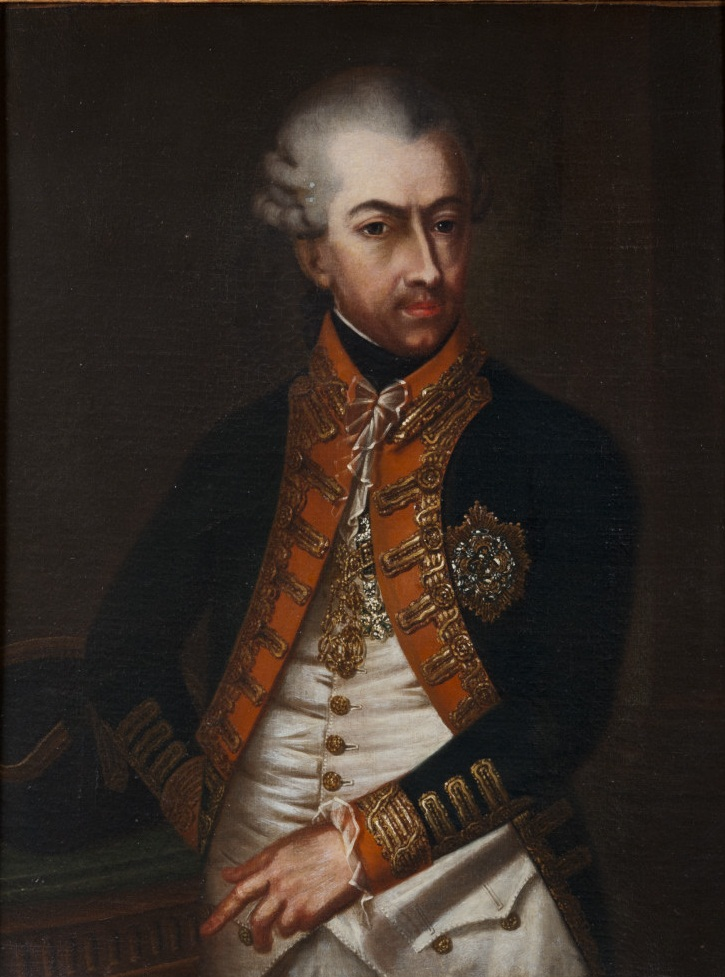
Портрет Людовіка Віктора Каріньяно пензля невідомого майстра

Чоловік —  Людовік Віктор Каріньяно
Діти:
- Шарлотта (1742—1794) — черниця;
- Віктор Амадей (1743—1780) — 5-й князь Каріньяно, генерал-лейтенант сардинської армії, був одружений із французькою принцесою Жозефіною Лотаринзькою, мав єдиного сина;
- Леопольдіна (1744—1807) — дружина принца Мельфі, дона Андреа IV Доріа-Памфілі-Ланді, мала дев'ятеро дітей;
- Поліксена (1746—1762) прожила 16 років, одружена не була, дітей не мала;
- Габріела (1748—1828) — дружина князя Лобковіц Фердинанда Філіпа, мала єдиного сина;
- Марія Тереза (1749—1792) — дружина французького принца де Ламбаль Луї-Александра, дітей не мала;
- Томас (1751—1753) прожив 2 роки;
- Еудженіо (1753—1785) — граф Віллафранка, був морганатично одруженим з Елізабет Енн Меґон де Буагарін, мав єдиного сина;
- Катерина (1762—1823) — дружина принца Паліано, дона Філіпо III Джузеппе Франческо Колонна, мала четверо дітей.